# Saint-Aignan (Sarthe)
Saint-Aignan is een gemeente in het Franse departement Sarthe (regio Pays de la Loire) en telt 196 inwoners (1999). De plaats maakt deel uit van het arrondissement Mamers.

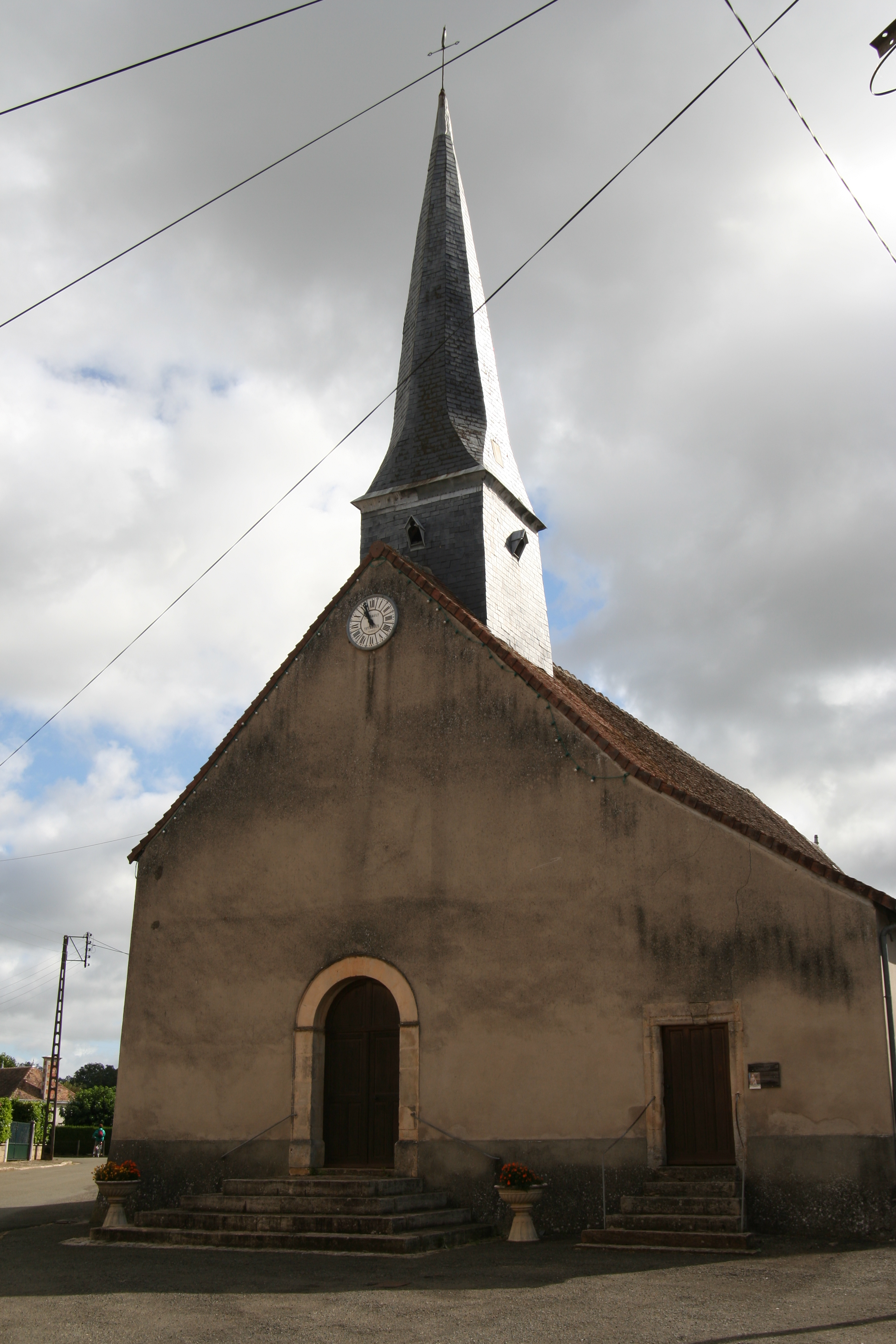
kerk van Saint-Aignan
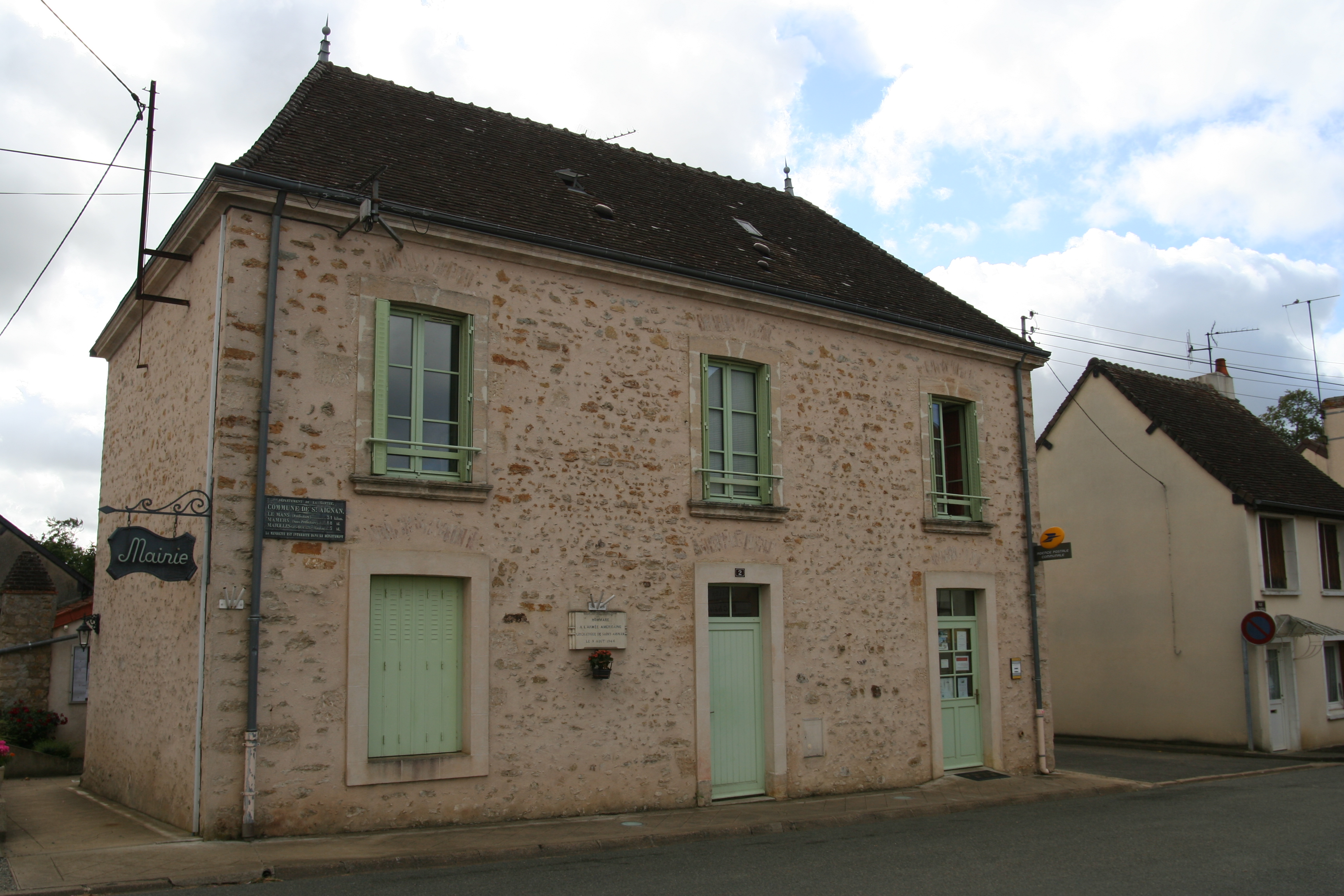
gemeentehuis

## Geografie
De oppervlakte van Saint-Aignan bedraagt 15,6 km², de bevolkingsdichtheid is 12,6 inwoners per km².
De onderstaande kaart toont de ligging van Saint-Aignan (Sarthe) met de belangrijkste infrastructuur en aangrenzende gemeenten.

## Demografie
Onderstaande figuur toont het verloop van het inwonertal (bron: INSEE-tellingen).